# Édouard Quartier-la-Tente
Édouard Quartier-la-Tente (né le 17 décembre 1855 à La Havane (Cuba), mort le 19 janvier 1925 à Genève) est un homme politique suisse, membre du Parti radical-démocratique (PRD). Franc-maçon et pacifiste, il est grand maître de la Grande Loge suisse Alpina, de 1900 à 1905.

## Biographie

### Jeunesse et activité pastorale
Édouard Quartier-la-Tente est né à La Havane le 17 décembre 1855, d'un père neuchâtelois, Charles-Arthur Quartier-la-Tente, et d'une mère américaine, Marie Puttland. À la mort de son père, alors qu'il a trois ans,, il est pris en charge par son grand-père, domicilié aux Brenets. A l'âge de sept ans, il est placé à l'orphelinat de Belmont[réf. nécessaire], près de Boudry, et à la Maison des orphelins de Neuchâtel, à la suite du décès de son grand-père. Il effectue des études de théologie à Genève, puis à Iéna et, enfin, à Neuchâtel, et obtient sa licence en 1878,. A Genève, il fait partie de la société d'étudiants de Zofingue.
Après ses études, il est pasteur à la Côte-aux-Fées (1878-1883), puis à Travers (1883-1888) et à Saint-Blaise (1888-1896),. Il s'y distingue par ses talents d'orateur. En 1888, il est également nommé professeur de théologie pratique et d'encyclopédie des sciences théologiques à l'Académie de Neuchâtel (future Université de Neuchâtel), où il remplace Louis Nagel et où il enseigne pendant dix ans. En 1896, il est nommé directeur des écoles secondaires et supérieures de la ville de Neuchâtel, un poste qu'il occupe jusqu'à son élection en tant que conseiller d'État du canton de Neuchâtel en 1898,. 

### Politique
Édouard Quartier-la-Tente a été proposé pour l'élection au Conseil d'État par le Parti radical-démocratique (PRD) en remplacement John Clerc,. Il est élu le 23 novembre 1898 par 57 voix contre 25 à Ferdinand Porchat, 16 à Albert Calame et trois voix éparses. Il y dirige le Département de l'Instruction publique et des cultes et conserve ce poste jusqu'en 1922,. Il tente de créer un Code scolaire regroupant différentes législations préexistantes, qui est certes accepté par le Grand Conseil en 1904, mais refusé en votation population,. Il parvient tout de même à faire adopter quelques changements législatifs par le Grand Conseil, puis s'adonne à la gestion de son département, abandonnant ainsi ses grandes idées de réforme. En 1919, il soutient l'octroi du droit de vote aux femmes, mais est mis en minorité au sein du Conseil d'État.

### Franc-maçonnerie
Franc-maçon, il est le douzième grand maître de la Grande Loge suisse Alpina, de 1900 à 1905,. Pacifiste convaincu, il participe plusieurs années avant la Première Guerre mondiale à des réunions maçonniques franco-allemandes[réf. nécessaire]. Il soutient également différentes œuvres philanthropiques pendant ce conflit. 
Il fait partie des fondateurs en 1900 qui réunissent en 1902, 22 grandes loges et juridictions de hauts-grades, qui forment le « Bureau international des relations maçonniques ». Ce bureau recueille des informations sur l'activité de la franc-maçonnerie sans jugement sur la nature de celle-ci, libérale ou traditionnelle. Le bureau publie également quelques annuaires de loges. 
Édouard Quartier-la-Tente dissout le bureau en 1920 et exprime ses regrets dans son dernier rapport de voir si peu de reconnaissance des grandes loges américaines, avoue voir sa « foi maçonnique » amoindrie, la franc-maçonnerie s'étant montrée incapable de maintenir la fraternité universelle. Selon l’interprétation de l'essayiste nationaliste, conspirationniste et anti-maçon Paul Copin-Albancelli, Édouard Quartier-la-Tente  aurait après l'éclatement de la guerre, dénoncé la fourberie de la franc-maçonnerie allemande dans la revue maçonnique Alpina, en la vouant « à l'exécration de la franc-maçonnerie universelle ».
L'esprit pacifiste de ce bureau et de ses fondateurs perdure en 1921 avec la création de l'Association maçonnique internationale (A.M.I.), fondée en 1921 à Genève, dont il devient le premier grand chancelier de 1921 à 1925.

### Famille
Son fils, prénommé également Édouard, devient, à l'image de son père, pasteur. Passionné de culture et d'art, il donne des conférences sur l'architecture chrétienne et participe à la rédaction de l'ouvrage de son père sur les édifices religieux du Canton de Neuchâtel, publié en 1914. Il fait de nombreux voyages qui enrichissent sa grande culture personnelle. En mars 1937, il est nommé diacre et pasteur auxiliaire de Neuchâtel. Initié comme son père en franc-maçonnerie en novembre 1901, il est membre de la Grande Loge suisse Alpina. Il fait partie de l'Alliance universelle pour l'amitié entre les peuples. Il meurt de maladie en juin 1939. Un fonds Édouard Quartier-la-Tente  est détenu par la bibliothèque de la ville de La Chaux-de-fond.

## Publications
- Manuel de géographie du canton de Neuchâtel, J.-J. Kissling, Neuchâtel, 1882.
- La Côte-aux-Fées: esquisse historique et monographique, J.-J. Kissling, Neuchâtel, 1883.
- Discours religieux prononcé à Neuchâtel à l'occasion de l'inauguration des travaux du Grand Conseil neuchâtelois le 24 mai 1886, Imprimerie et lithographie Montandon, Fleurier, 1886.
- Notice historique sur la L... La B... H... : Or... de Neuchâtel : 1791-1891, La Bonne Harmonie, Neuchâtel, 1891.
- Causeries du foyer: essais variés de morale pratique, Paris, 1892.
- Le canton de Neuchâtel :  revue historique et monographique des communes du canton de l'origine à nos jours, 6 vol. Attinger Frères, Neuchâtel, 1893-1925.
- Aimé Humbert, 1819-1900: Notice publiée à la demande du Conseil d'État, Attinger Frères, Neuchâtel, 1900.
- La franc-maçonnerie suisse et neuchâteloise: souvenirs et actualités, 1902.
- Les familles bourgeoises de Neuchâtel: essais généalogiques, Attinger Frères, Neuchâtel, 1903.
- De l'enseignement pédagogique dans le canton de Neuchâtel: son histoire, son état actuel, sa réorganisation, 1911.
- Histoire de l'instruction publique dans le canton de Neuchâtel, de l'origine à nos jours, Attinger Frères, Neuchâtel, 1914.
- La guerre devant la morale, l'histoire et le christianisme et la mission de l'Eglise en faveur de la paix, Imprimerie Rossier, Weber & Co, Neuchâtel, 1914.
- Deux siècles de franc-maçonnerie : volume de jubilé, 24 juin 1717-24 juin 1917, Imprimerie Büchler, Berne, 1917.

## Dans la littérature
Dans le roman La Montagne magique de Thomas Mann, Ludovico Settembrini, qui est franc-maçon, cite Édouard Quartier-la-Tente.